# Гофман, Эдуард Иванович
Эдуард Иванович Гофман (ок. 1830 — 1867) — российский геолог и педагог.

## Биография
Родился около 1830 года в Российской империи. Первоначальное воспитание получил в Гатчинском сиротском институте. Поступив затем на физико-математический факультет Санкт-Петербургского университета, Гофман ещё будучи студентом, под влиянием блестящего преподавания С. С. Куторги, увлёкся палеонтологией и получил золотую медаль за сочинение о русских трилобитах.
Окончив в 1857 году курс со степенью кандидата, Э. И. Гофман отправился за границу для усовершенствования в избранной специальности. По возвращении в Россию состоял сначала преподавателем физики и естественных наук в Гатчинском сиротском институте, затем в 1863 году, по защите диссертации на степень магистра, был избран приват-доцентом, а в 1865 году доцентом Санкт-Петербургского университета по только что созданной кафедре геологии, которая была выделена из кафедры минералогии по инициативе заведующего кафедрой минералогии, профессора П. А. Пузыревского. На новой кафедре Э. К. Гофман стал читать геологию и палеонтологию, а П. А. Пузыревский оставил за собой чтение на кафедре минералогии кристаллографии и минералогии.
В том же 1863 году Э. И. Гофман возглавил также созданный при кафедре геологии Геологический и палеонтологический кабинет (также — Палеонтологический кабинет). Первыми коллекциями кабинета стали образцы к работам С. С. Куторги и сборы самого Э. И. Гофмана. Впоследствии эти коллекции кабинета вошли в состав палеонтологического отдела Геологического кабинета-музея А. А. Иностранцева (с 2022 года — Палеонтологический музей СПбГУ).
Много обещавшая научная и педагогическая деятельность Гофмана продолжалась очень недолго. Весной 1867 года, только что окончив докторскую диссертацию, Эдуард Иванович Гофман тяжело заболел и умер 14 (26) мая 1867 года в Самаре.

## Избранная библиография
- «Sämmtliche bis jetzt bekannte Trilobiten Russlands» («Verh. Miner. Ges.», 1857—58 г.);
- «Юрский период окрестностей Илецкой Защиты» (СПб., 1863);
- «Mesites ein neue Crinoiden Gattung» («Записки минералогического общества», с. 2, т. I, 1866);
- «Монография окаменелостей северского остеолита» (посмертный труд, СПб., 1869 г.);
- «Материалы по геологии России».